# Parga
Parga (în greacă Πάργα) este un oraș și municipiu situat în Prefectura Preveza, în partea de nord-vest a Greciei. Parga se află pe coasta Mării Ionice între orașele Preveza și Igoumenitsa. Este un oraș-stațiune cunoscută pentru frumusețea sa pitorească. În prezent populația este de 11.866 de locuitori.